# Almudena Cueto
Almudena Cueto Sánchez (Nava, 26 de octubre de 1975) es una abogada y política feminista y socialista española. De 2015 a septiembre de 2019 fue directora general del Instituto Asturiano de la Mujer y de la Juventud.

## Trayectoria
Dirigente de Juventudes Socialistas a los 19 años, de 1993 a 2001 fue Concejala del Grupo Municipal Socialista en el Ayuntamiento de Nava. Se licenció en Derecho por la Universidad de Oviedo y estudió un curso de Experta Universitaria en Agente de Igualdad de Oportunidades en la Uned y un máster universitario en Sostenibilidad y Responsabilidad Social Corporativa en la Uned y la Universidad Jaume I de Castellón.
A los 25 años trasladó su residencia a Barcelona donde trabajó como consultora en una compañía de seguros catalana donde trabajó de 2001 hasta 2004, momento en el que regresó a Asturias.  De 2004 a 2012 fue integrante del equipo de Antonio Trevín en su etapa como delegado del Gobierno donde trabajó como asesora.
Fue fundadora de Más Innovación Social, empresa dedicada a gestionar la creación de valor compartido para las organizaciones, a través de la innovación social y de la responsabilidad social. En las elecciones municipales de mayo de 2015 ocupó el octavo lugar en la lista del Partido Socialista de Oviedo que encabezó Wenceslao López y en la que este obtuvo 5 escaños.
De 2015 a septiembre de 2019 asumió el cargo de Directora del Instituto Asturiano de la Mujer y de la Juventud. Su predecesora fue Carmen Sanjurjo y su sucesora Nuria Varela, nombrada directora general de Igualdad.